# Wolfgang Herzberg
Wolfgang Herzberg (* 1944 in Leicester) ist ein deutscher Publizist von biographischen Interviewbüchern, Autor von Rocktexten, Liedern und Gedichten.

## Leben und Werk
Wolfgang Herzberg wurde 1944 in Leicester/England als Sohn jüdisch-deutscher Emigranten geboren, die Mutter war in der DDR Staatsanwältin, der Vater Rundfunkjournalist. Seit 1947 lebt er in Berlin. Er studierte Kulturwissenschaft an der Humboldt-Universität zu Berlin. Von 1974 bis 1979 war er als freiberuflicher Rechercheur, Redaktions- und Regieassistent beim Dokumentarfilm und Fernsehen der DDR beschäftigt. Ab 1980 war er als freiberuflicher Autor tätig.
Wolfgang Herzberg ist der Bruder von André Herzberg.
Einer breiten Öffentlichkeit in der DDR wurde er durch die Texte für die Rockspektakel Paule Panke und Hans im Glück bekannt, die von ihm unter dem Pseudonym Frauke Klauke geschrieben und von der Berliner Rockband Pankow musikalisch in Szene gesetzt wurden.
Viel beachtet wurde auch das mit Reinhold Andert zusammen verfasste Buch Der Sturz: Honecker im Kreuzverhör, in dem die Autoren versuchen, in die Gedankenwelt von Erich und Margot Honecker nach dem Ende der DDR einzudringen.

## Werke (Auswahl)
- So war es – Lebensgeschichten 1900–1980. Mitteldeutscher Verlag, Halle 1985.
- Paule Panke. Hans im Glück: Texte für und über die Gruppe Pankow. Henschelverlag Kunst und Gesellschaft, Berlin 1990, ISBN 3-362-00292-7.
- Überleben heißt Erinnern. Lebensgeschichten deutscher Juden. Aufbau Verlag, Berlin 1990, ISBN 3-351-01626-3.
- mit Reinhold Andert: Der Sturz. Honecker im Kreuzverhör. Aufbau Verlag, Berlin 1990, ISBN 3-351-02060-0.
- mit Patrick von zur Mühlen (Hrsg.): Auf den Anfang kommt es an. Sozialdemokratischer Neubeginn in der DDR. J H.W. Dietz Nachf., Bonn 1993, ISBN 3-8012-0198-8.
- Ich bin eine Kiefer im märkischen Sand: Lieder und Gedichte vor und nach dem Untergang der DDR. Selbstverlag, Berlin 1993.
- Gerry Wolff: Die Rose war rot. Karl Dietz, Berlin 2005, ISBN 3-320-02070-6.
- Manifest der Teilhabe: programmatische Grundbausteine zivilgesellschaftlicher Bewegungen und demokratische Steuerungsmittel rot-grün-roter Zukunftsbündnisse für eine sozial-ökologische Zeitenwende. Verlag am Park, Berlin 2017, ISBN 978-3-945187-89-0.
- Wie ich in der DDR jüdisch wurde: Eine selbstkritische Positionsbestimmung. Das Neue Berlin, Berlin 2018, ISBN 978-3-360-01887-8.
- Jüdisch & Links. Erinnerungen 1921–2021. Zum Kulturerbe der DDR. Vergangenheitsverlag, Berlin 2022, ISBN 978-3-86408-281-8.